# Avenida Fucha
La Avenida Fucha es una vía arteria ubicada al oriente de Bogotá. Atraviesa las localidades de San Cristóbal, Antonio Nariño y Puente Aranda.

## Nomenclatura
La vía debe su nombre al Río Fucha, el cual fluye paralelo a ella a pocos metros. Su nomenclatura entre la Transversal 11 Este y la Avenida General Santander (Carrera 27) es Calle 11 Sur, y entre la Avenida General Santander (Carrera 27) y la Avenida Batallón Caldas es Calle 8 Sur.

## Trazado
Parte de la Transversal 11 Este, junto a la entrada de la Escuela de Logística del Ejército Nacional, y continúa en el barrio San Cristóbal Sur hacia el occidente como Calle 11 Sur hasta la Carrera 16 en el barrio Luna Park, allí tiene un corto desvío denominándose Calle 10B Sur hasta la Carrera 24. Continúa como Calle 11 Sur entre la Carrera 24 y la Carrera 27, siendo este el único tramo de la vía que está junto al Río Fucha. En la Carrera 27 se encuentra con una glorieta y continúa como Calle 8 Sur hasta la Carrera 50, circulando principalmente por los barrios Santa Isabel y Ciudad Montes.

## Historia
La parte oriental de la vía, entre Carrera 7 y Carrera 10D Este, se construyó a principios del siglo XX por motivo de la ampliación del tranvía hasta San Cristóbal. Su construcción se debió a que la única vía que conectaba Las Cruces con San Cristóbal (Camino a Ubaque, actualmente Camino Viejo de San Cristóbal) tenía una pendiente bastante alta, por lo que se diseñó un trazado con menos pendiente que incluía una prolongación de la Carrera 7. Los terrenos para la construcción del tranvía fueron cedidos por los socios de la Compañía del tranvía de San Cristóbal Luis González Vásquez, José María Luque y Justiniano Hoyos.

## Servicios SITP

### TransMilenio
En la Avenida Fucha se encuentran los únicos accesos peatonales de las estaciones Ciudad Jardín - Universidad Antonio Nariño en la Carrera 10 y Nariño en la Avenida Caracas.

### Alimentación
Sobre esta vía no circulan servicios alimentadores, sin embargo, operan servicios zonales que conectan con estaciones de la troncal Carrera Décima.
| Número | Nombre            | Estación de Origen/Destino               | Tramo                                                   |
| ------ | ----------------- | ---------------------------------------- | ------------------------------------------------------- |
| 15-5   | La María          | L Bicentenario                           | Entre Carrera 8 y Carrera 11 Este (Occidente - Oriente) |
| L813   | San Cristóbal Sur | L Bicentenario y Avenida Primero de Mayo | Entre Carrera 3 y Carrera 12 Este (Ambos Sentidos)      |

### Servicios Urbanos
Asimismo, operan los siguientes servicios urbanos:
| Número | Origen/Destino                  | Zonas SITP               | Tramo |
| ------ | ------------------------------- | ------------------------ | --- |
| 228    | Villa Teresita - Aguas Claras   | San Cristóbal - Engativá | Entre Carrera 12 Este y Carrera 24 (Oriente - Occidente) Entre Carrera 19 y Carrera 10D Este (Occidente - Oriente) |
| B919   | Gaviotas - Terminal Norte       | San Cristóbal - Usaquén  | Entre Carrera 12 Este y Carrera 10 (Oriente - Occidente)                                                           |
| L919   | Terminal Norte - Gaviotas       | Usaquén - San Cristóbal  | Entre Carrera 8 y Carrera 12 Este (Occidente - Oriente)                                                            |
| K304   | San Cristóbal Sur - HB Fontibón | San Cristóbal - Fontibón | Entre Carrera 10C Este y Carrera 7 (Oriente - Occidente)                                                           |
| A620   | La Estancia - San Diego         | Perdomo - Neutra         | Entre Carrera 16 y Carrera 10 (Occidente - Oriente)                                                                |
| H620   | San Diego - La Estancia         | Neutra - Perdomo         | Entre Carrera 10 y Carrera 17 (Oriente - Occidente)                                                                |
| T13    | Villa Cindy - Hospital San Blas | Suba - San Cristóbal     | Entre Carrera 6 y Carrera 10 (Oriente - Occidente) Entre Carrera 10 y Carrera 8 (Occidente - Oriente)              |
| C15    | Bosa San Pedro - Chapinero      | Bosa - Neutra            | Entre Carrera 50 y Carrera 36 (Occidente - Oriente) Entre Carrera 27 y Carrera 50 (Oriente - Occidente)            |
| 135A   | Jacqueline - Palermo-CL 51      | Bosa - Neutra            | Entre Carrera 50 y Carrera 27 (Ambos Sentidos)                                                                     |
| SE6    | La Roca - Villa Gladys          | San Cristóbal - Engativá | Entre Carrera 27 y Carrera 50 (Ambos Sentidos)                                                                     |

## Sitios Importantes en la vía
- Escuela de logística del Ejército Nacional.
- Instituto para Niños Ciegos Juan Antonio Pardo Ospina, INCI.
- Imprenta Distrital
- Centro Comercial Social Restrepo.
- Centro de Rehabilitación para Adultos Ciegos, CRAC.

Adicionalmente, en sus cercanías se encuentran los Parques Ciudad Montes y San Cristóbal, la Casa Museo Antonio Nariño y el popular barrio Restrepo.